# Reichenow-hegyiasztrild
A Reichenow-hegyiasztrild (Cryptospiza reichenovii) a madarak osztályának a verébalakúak (Passeriformes) rendjébe, ezen belül a díszpintyfélék (Estrildidae) családjába tartozó faj.

## Rendszerezése
A fajt Gustav Hartlaub német ornitológus írta le 1874-ben, a Pytelia nembe Pytelia reichenovii néven.

## Alfajai
- Cryptospiza reichenovii australis Shelley, 1896
- Cryptospiza reichenovii reichenovii (Hartlaub, 1874)[2]

## Előfordulása
Afrikában, Angola, Burundi, Kamerun, a Kongói Demokratikus Köztársaság, Malawi, Mozambik, Niger, Nigéria, Ruanda, Tanzánia, Uganda, Zambia és Zimbabwe területén honos. Természetes élőhelyei a szubtrópusi és trópusi hegyi esőerdők. Állandó, nem vonuló faj.

## Megjelenése
Testhossza 11 centiméter. A hím feje sötét olajzöld, a háta és a farcsíkja vörös. Alul zöldesbarna. A szárny feketés, a szárnyfedők vörösek, a farktollak feketék. Egy erős piros folt van a szeme körül. A szeme sötétbarna, vörös gyűrűvel. A csőre fekete, a lába sötétbarna. A tojó fejéről hiányzik a piros szín.

## Életmódja
A sűrűségeket kedveli, ritkán kerül szem elé. Apró magvakat és rovarokat fogyaszt. Táplálékszerzés céljából erdei tisztásokon, utak-vízfolyások mentén is megtalálható.

## Szaporodása
Főleg a hím madár építi a fészket. Fészekalja 2-3 tojásból áll, melyen mindkét szülő kotlik.

## Természetvédelmi helyzete
Az elterjedési területe rendkívül nagy, egyedszáma pedig stabil. A Természetvédelmi Világszövetség Vörös listáján nem fenyegetett fajként szerepel.